# 越谷浦和バイパス

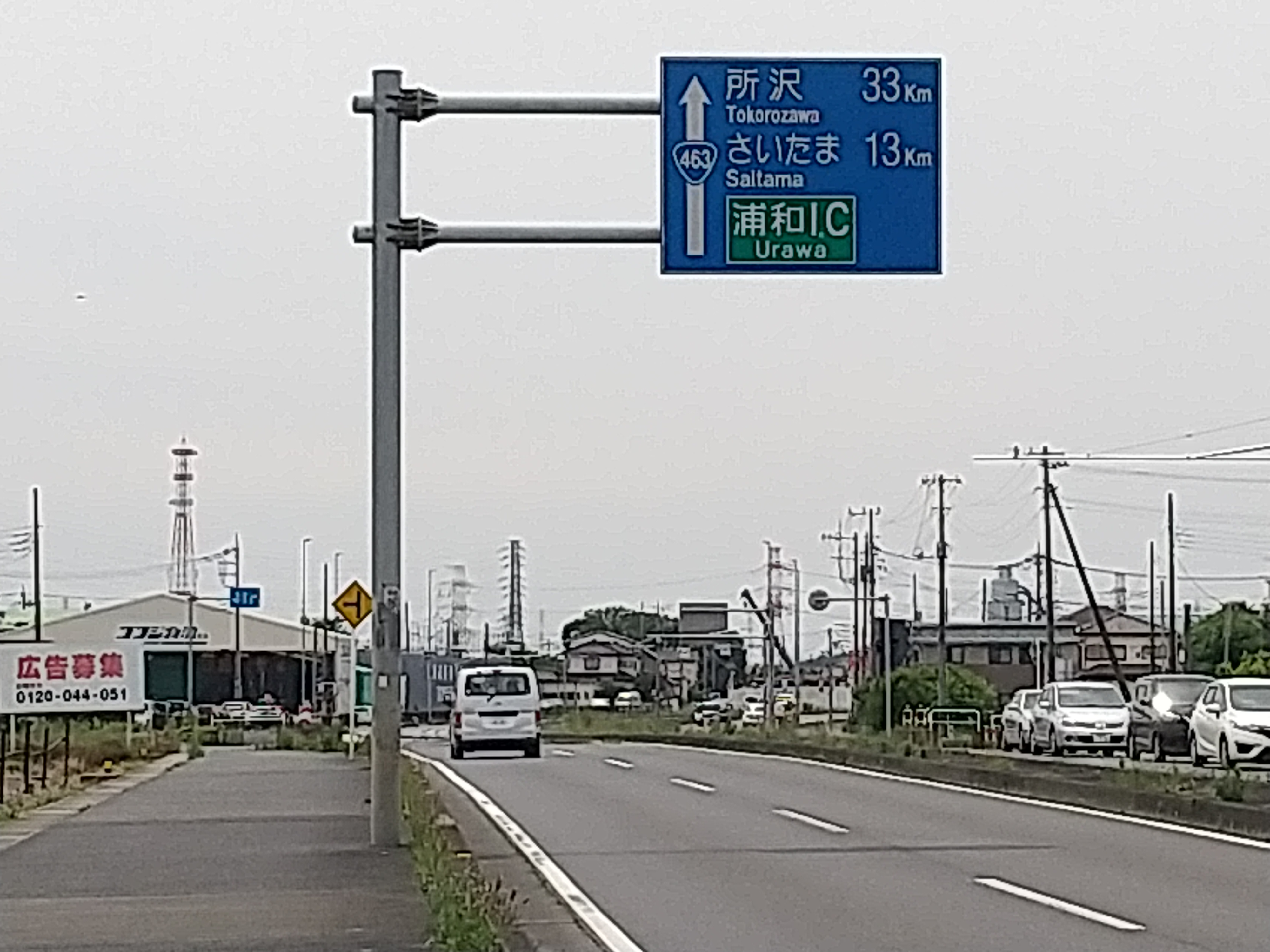
越谷市神明町付近

越谷浦和バイパス（こしがやうらわバイパス） は、埼玉県越谷市の国道4号神明町（北）交差点から同県さいたま市浦和区の国道17号（中山道）常盤七丁目交差点へ至る、延長12.1kmの国道463号のバイパスである。俗に、起点と終点を入れ替えて「浦越バイパス」と略されることがある。埼玉県の緊急輸送道路に指定されている。

## 概要
さいたま市浦和区の本太坂下以東と、新浦和橋から終点の常盤7丁目交差点までは4車線、本太坂下から新浦和橋付近までは2車線（用地は4車線分確保済み）となっている。橋梁建設費回収のため、有料区間として新見沼大橋有料道路と新浦和橋有料道路が設置されたが、新浦和橋は2003年にさいたま市に移管され、無料開放された。
現道とほぼ平行に並んでおり、それまで現道で発生していた国道4号と国道122号、国道17号および東北自動車道浦和ICとの連絡に伴う渋滞が緩和が見込まれていた。しかし本太坂下以西が2車線であるため、この交差点で常時渋滞する。さらに有料の新見沼大橋を抜けて国道122号に向かう車が少ないため、国道463号現道と国道122号が交差する大門交差点は混雑する。現道の東浦和駅入口交差点から浦和駅方向に数十メートル進むと、都市計画道路南浦和東口大間木線と分岐するが、現在のところ一部が着手されているのみである（都市計画道路としては南浦和駅東口に至る計画である）。
現在は、東北自動車道および国道122号と立体的に接続する鶴巻ランプの整備が行われており、2023年（令和5年）11月14日に2つのランプの供用が開始された。
国道17号の西側ではさいたま市の都市計画道路道場三室線として羽根倉橋までのバイパス延伸区間が4車線で計画されており、2024年4月23日に新大宮バイパスまでの区間が開業した。
また国道4号の東側でも埼玉県の都市計画道路浦和野田線としてバイパスの延伸区間が4車線で計画されており、2022年11月に事業認可を受けた。既に一部区間が埼玉県道19号越谷野田線の新線および市道として供用されている。

## 路線データ
- 起点 埼玉県越谷市神明町（北）交差点（国道4号交点）
- 終点 埼玉県さいたま市浦和区常盤七丁目交差点（国道17号交点）
- 全長 12.1 km
- 道路幅員 25.0m
- 車線数 4車線（一部2車線）

## 歴史
- 1979年（昭和54年）：着工。
- 1980年（昭和55年）：東北自動車道浦和IC開通の際、浦和市（現・さいたま市）下野田 - 浦和市大門の鶴巻陸橋供用開始。
- 1981年（昭和56年）：浦和市中尾 - 浦和市本太区間を埼玉県道浦和越谷線として供用開始。
- 1993年（平成5年）：国道に格上げされ、国道463号バイパスとなる。浦和市本太 - 浦和市常盤区間のバイパス部が開通し、新浦和橋有料道路供用開始。
- 1996年（平成8年）：浦和市大門 - 浦和市中尾区間が開通し、新見沼大橋有料道路供用開始（大崎付近は開通当時は暫定2車線であったが、後に4車線化）。
- 2001年（平成13年）：越谷市神明町 - 浦和市下野田区間供用開始により、全線開通。
- 2003年（平成15年）：新浦和橋有料道路がさいたま市に移管され、無料化される。
- 2015年（平成27年） 11月15日：起点付近を除くほぼ全区間が、この日開催された第一回さいたま国際マラソンのコースに使用される[1][3][10]。

## 地理

### 通過市町村
- 越谷市 - さいたま市（岩槻区 - 緑区 - 浦和区）

### 接続する道路
| 交差する道路                                      | 交差する道路                      | 交差点名       | 所在地     | 所在地 | 最高速度 (km/h) |
| ------------------------------------------------- | --------------------------------- | -------------- | ---------- | ------ | --------------- |
| 国道4号（草加バイパス）                           | 国道4号（草加バイパス）           | 神明町(北)     | 越谷市     | 越谷市 | 60 （法定速度） |
| 埼玉県道324号蒲生岩槻線                           | 埼玉県道324号蒲生岩槻線           | 釣上           | さいたま市 | 岩槻区 | 60 （法定速度） |
| 国道122号（岩槻街道）                             | 国道122号（岩槻街道）             | （鶴巻ランプ） | さいたま市 | 緑区   | 60 （法定速度） |
| 埼玉県道105号さいたま鳩ヶ谷線                     | 埼玉県道105号さいたま鳩ヶ谷線     | 鶴巻陸橋(西)   | さいたま市 | 緑区   | 60 （法定速度） |
| 埼玉県道1号さいたま川口線                         | 埼玉県道1号さいたま川口線         | 中尾陸橋下     | さいたま市 | 緑区   | 60 （法定速度） |
| 埼玉県道1号さいたま川口線（支線）                 | 埼玉県道1号さいたま川口線（支線） | 花月(北)       | さいたま市 | 緑区   | 60 （法定速度） |
| 埼玉県道35号川口上尾線                            | 埼玉県道35号川口上尾線            | 駒場運動公園   | さいたま市 | 緑区   | 60 （法定速度） |
| 国道463号現道（越谷街道）                         | 国道463号現道（越谷街道）         | 本太坂下       | さいたま市 | 浦和区 | 60 （法定速度） |
| 国道17号・国道463号                               | 国道17号・国道463号               | 常盤七丁目     | さいたま市 | 浦和区 | 40              |
| 埼玉県道57号さいたま鴻巣線（道場三室線） 所沢方面 |                                   |                |            |        |                 |

### 有料道路
- 新見沼大橋有料道路（さいたま市緑区）

### 交差する鉄道と河川
- 綾瀬川（浦岩橋）
- 埼玉高速鉄道線（埼玉スタジアム線）
- 芝川（新見沼大橋）
- 東日本旅客鉄道（JR東日本）京浜東北線・宇都宮線・高崎線・湘南新宿ライン（新浦和橋）

### 沿線の施設
| 施設                                                     | 所在地     | 所在地 |
| -------------------------------------------------------- | ---------- | ------ |
| 浦和美園駅                                               | さいたま市 | 緑区   |
| イオンモール浦和美園                                     | さいたま市 | 緑区   |
| 浦和大学                                                 | さいたま市 | 緑区   |
| 青山学院大学系属浦和ルーテル学院小学校・中学校・高等学校 | さいたま市 | 緑区   |
| コモディイイダ芝原店                                     | さいたま市 | 緑区   |
| 浦和美術専門学校                                         | さいたま市 | 緑区   |
| フォルクスワーゲンさいたま浦和                           | さいたま市 | 緑区   |
| ネッツトヨタ東埼玉                                       | さいたま市 | 緑区   |
| クイズゲート浦和                                         | さいたま市 | 緑区   |
| 日産プリンス 埼玉浦和原山店                              | さいたま市 | 緑区   |
| ケーズデンキ 浦和原山店                                  | さいたま市 | 緑区   |
| 原山市民プール                                           | さいたま市 | 緑区   |
| 浦和駒場スタジアム                                       | さいたま市 | 浦和区 |
| 浦和総合運動場                                           | さいたま市 | 浦和区 |
| ハローワーク浦和                                         | さいたま市 | 浦和区 |
| NTT東日本-関信越本社NTT東日本さいたま新常盤ビル          | さいたま市 | 浦和区 |
| 埼玉りそな銀行本店                                       | さいたま市 | 浦和区 |

## 注意点
起点の神明町（北）交差点は交通量が多く、2007年は埼玉県内で5番目に事故の多い交差点だった。

## ギャラリー

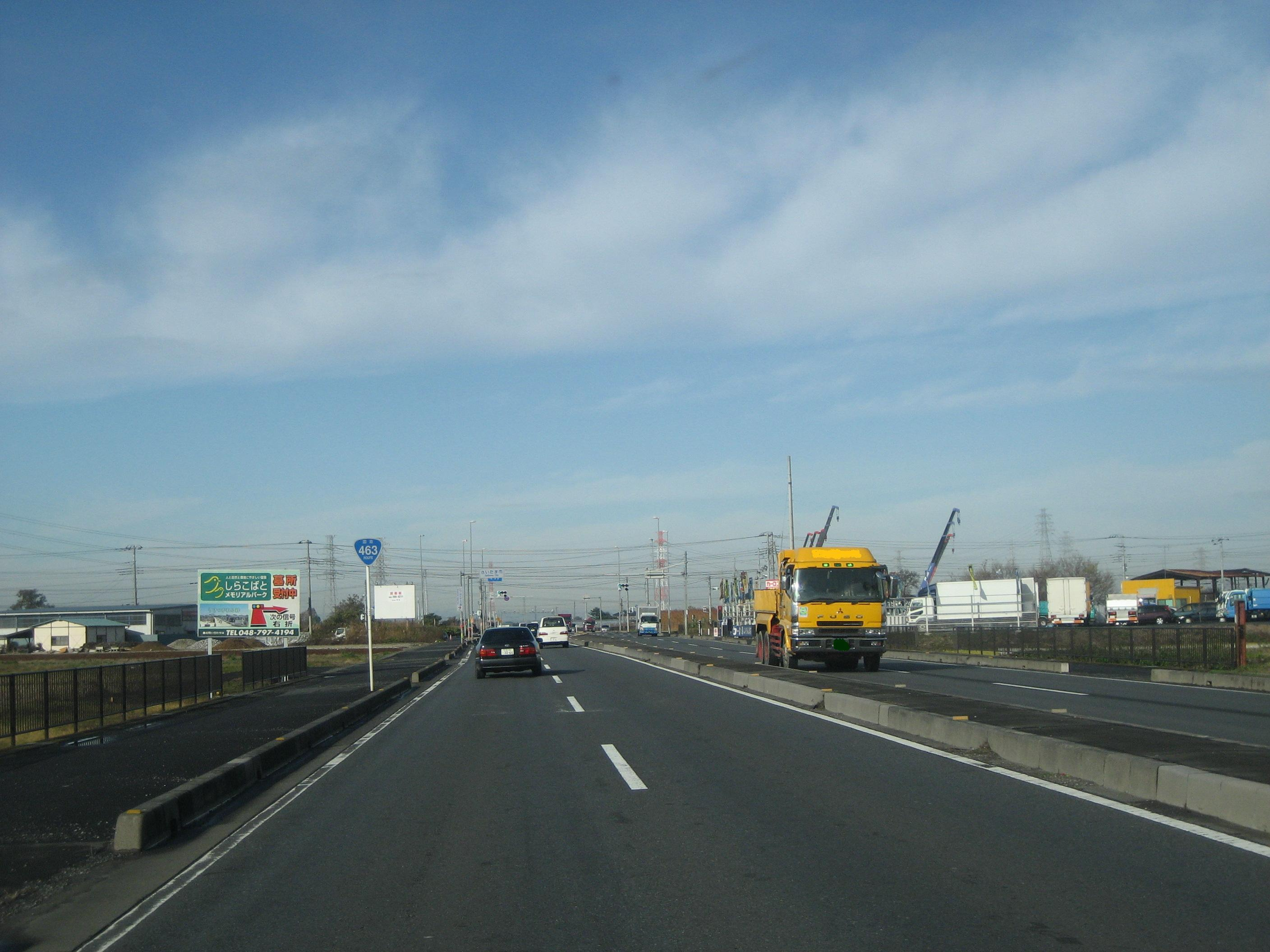
さいたま市岩槻区釣上付近
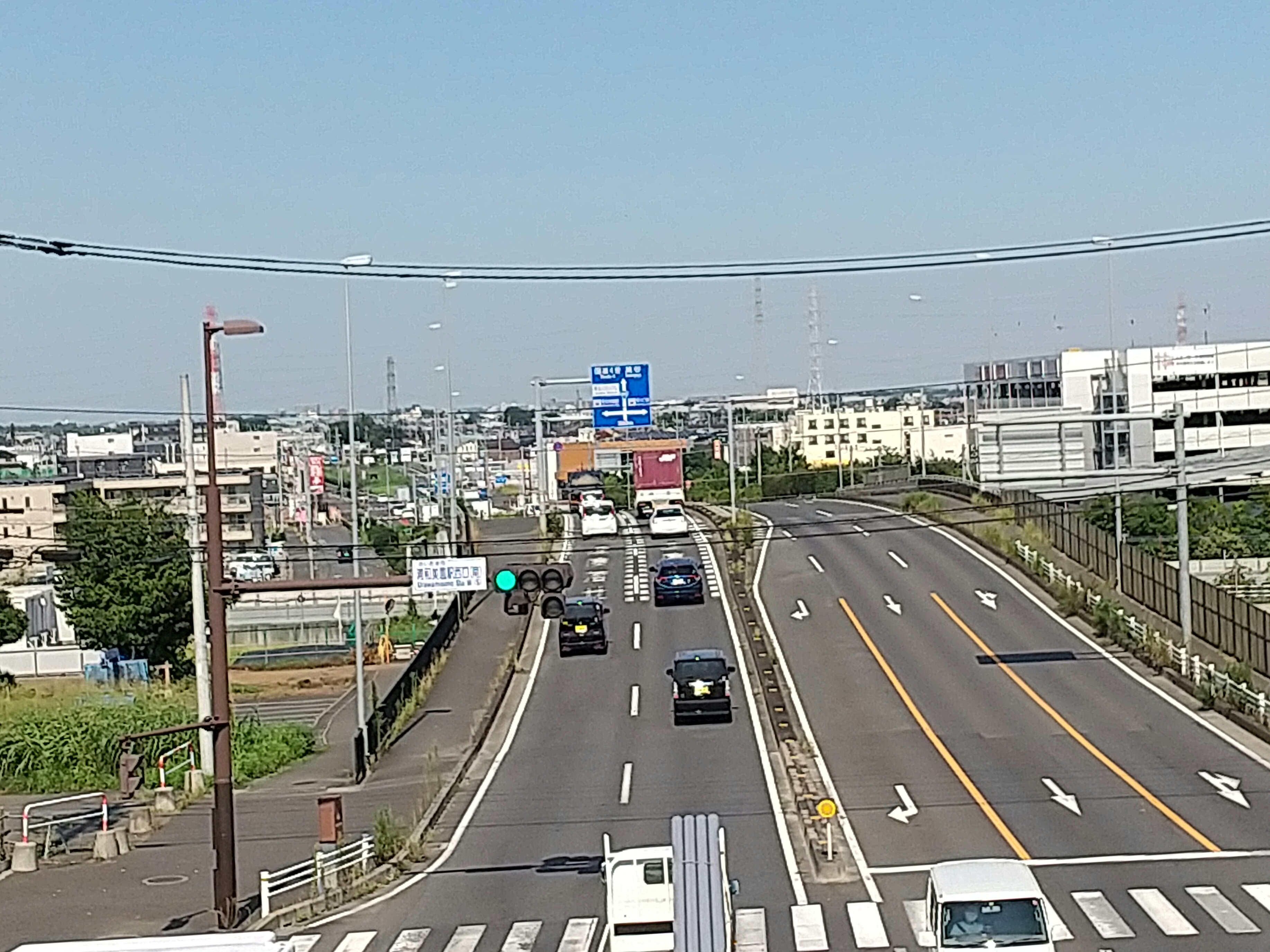
さいたま市緑区下野田付近
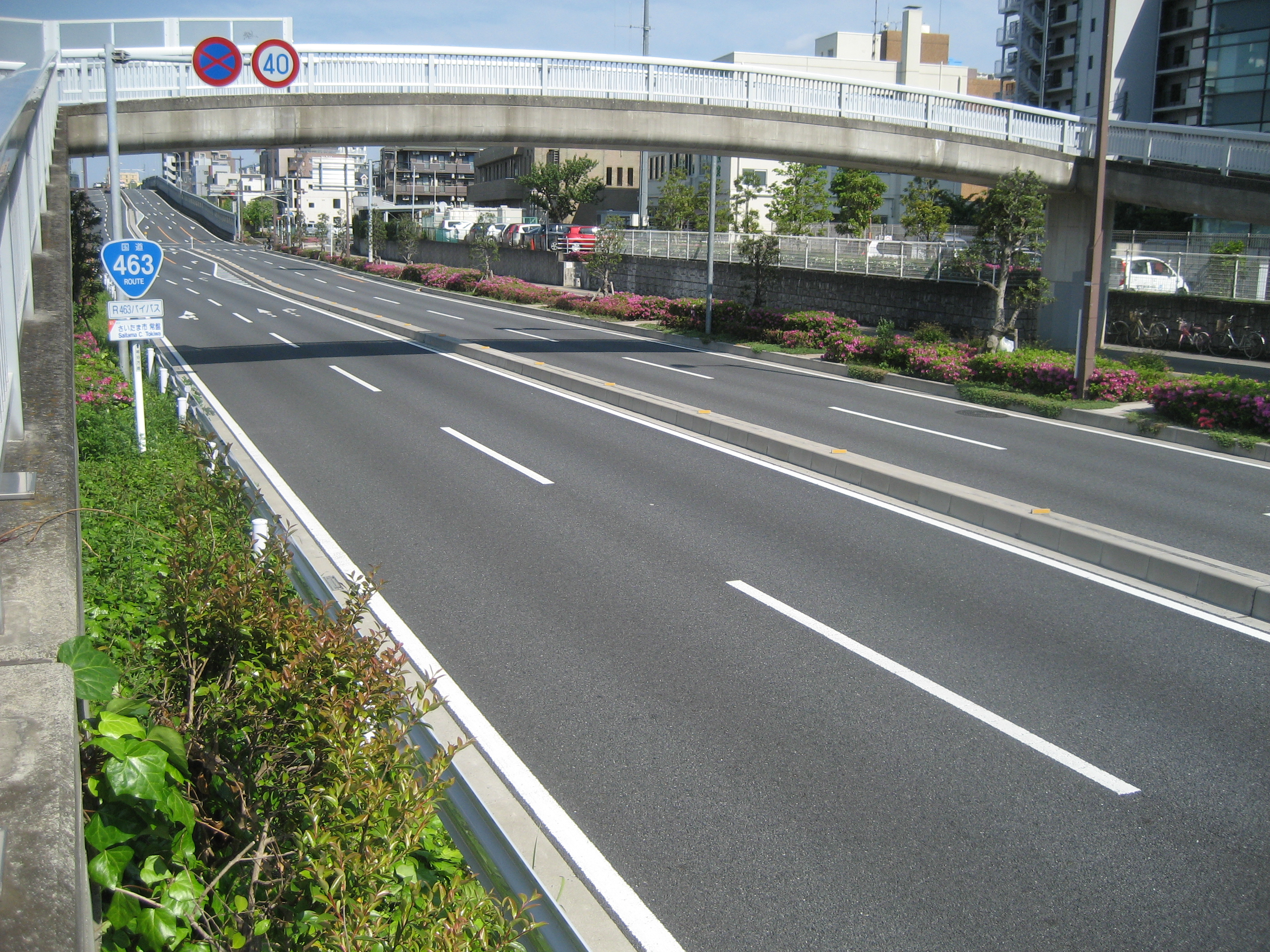
さいたま市浦和区常盤付近